# Rafael López Gutiérrez

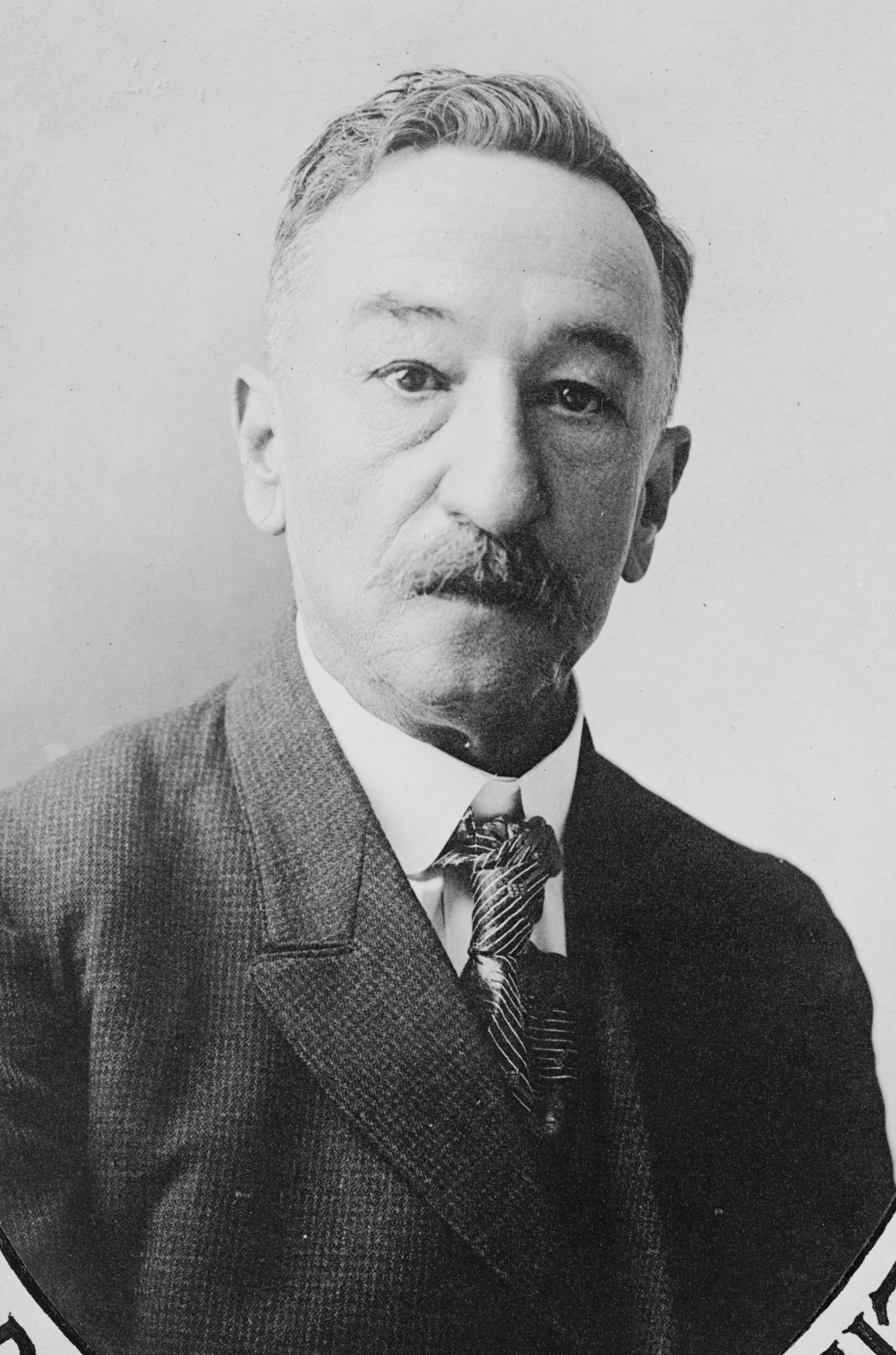
Rafael López Gutiérrez, 1921

Rafael López Gutiérrez (* 28. Februar 1855 in Tegucigalpa; † 10. März 1924 in Amapala) war vom 1. Februar 1920 bis 10. März 1924 Präsident von Honduras.

## Leben
Seine Eltern waren Soledad Gutiérrez Lozano und Juan López Gutiérrez. Rafael López Gutiérrez war General und Mitglied des Partido Liberal de Honduras.
1919 unter der Regierung von Francisco Bertrand war er Militärgouverneur von Tegucigalpa und Kandidat des Partido Liberal für die Präsidentschaftswahlen. Er war maßgeblich am Ausbruch des Bürgerkrieges 1919 in Honduras beteiligt.
Im Oktober 1919 gewann er schamlos undemokratische Präsidentschaftswahlen. 1920 gab es vier Aufstände gegen seine diktatorische Herrschaft. Er rief den Ausnahmezustand aus.
Anlässlich des 100. Jahrestages der Unabhängigkeit Zentralamerikas von Spanien lud er zu einer Konferenz, auf welcher ein Pacto de Unión de Centro América unterzeichnet wurde. Nachdem sich Nicaragua von dem Pakt zurückzog und er im Parlament von Costa Rica nicht unterzeichnet wurde, bestand diese Unión de Centro América aus El Salvador, Guatemala und Honduras. Ein provisorischer Bundesrat setzte eine verfassunggebende Versammlung zusammen, die 1921 eine Verfassung für die República Federal de Centro América erließ. Präsident dieses Gremiums wurde Policarpo Bonilla.
Bei der Präsidentschaftswahl 1923 erhielt keiner der Kandidaten eine absolute Mehrheit; General Tiburcio Carías Andino erhielt die relativ meisten Stimmen. Nach der Verfassung hätte in diesem Fall das Parlament einen Präsidenten bestimmen müssen. Im Oktober 1923 zog Rafael López Gutiérrez alle Macht an sich und ließ seine Gegner verhaften und internieren. Es gab einen Aufstand der Partido Nacional de Honduras sowie einer oppositionellen Fraktion im Partido Liberal de Honduras.
Im Februar 1924 endete seine Amtszeit und Gutiérrez proklamierte eine Diktatur. Mit Hilfe des United States Marine Corps kam Tiburcio Carías Andino an die Macht, sein Präsident wurde General Vicente Tosta Carrasco. Im Februar 1924 setzte sich Gutiérrez aus Tegucigalpa nach Amapala ab. Er wollte weiter in die USA fliehen und dort seinen Diabetes mellitus behandeln lassen, dies misslang und er starb in Amapala.
| Vorgänger        | Amt                                                  | Nachfolger              |
| ---------------- | ---------------------------------------------------- | ----------------------- |
| Francisco Bográn | Präsident von Honduras 1. Februar 1920–10. März 1924 | Francisco Bueso Cuéllar |

| Personendaten    | Personendaten                        |
| ---------------- | ------------------------------------ |
| NAME             | López Gutiérrez, Rafael              |
| KURZBESCHREIBUNG | honduranischer Präsident (1920–1924) |
| GEBURTSDATUM     | 28. Februar 1855                     |
| GEBURTSORT       | Tegucigalpa                          |
| STERBEDATUM      | 10. März 1924                        |
| STERBEORT        | Amapala                              |